# Норовірусна інфекція
Норові́русна інфекція  (англ. Norovirus Infection; також Норуолк-вірусна інфекція, англ. Norwalk virus Infection; також гостра гастроентеропатія, яку спричинює агент Норуолк, англ. Acute gastroenteropathy due to Norwalk agent; також зимова блювальна хвороба) — гостре висококонтагіозне інфекційне антропонозне захворювання з фекально-оральним механізмом передачі інфекції, яке спричинює вірус Норуолк, характеризується розвитком гострого гастроентериту та дегідратації.

## Актуальність
Норовіруси спричинюють 6–17 % випадків гострих кишкових інфекцій. У країнах, що розвиваються, вони щороку спричинюють >200 тисяч летальних випадків. У розвинених країнах вони зумовлюють близько 30 % вірусних діарей і вирізняються високою контагіозністю. Вірус Норуолк — основна причина спалахів вірусного гастроентериту у всьому світі. Зокрема в США норовірус спричиняє в середньому 570—800 смертей, 56 000–71 000 госпіталізацій, 400 000 відвідувань швидкої допомоги, 1,7–1,9 млн амбулаторних відвідувань та 19–21 млн захворювань на рік.

## Етіологія
Норовіруси належать до роду Calicivirus родини Caliciviridae, які об'єднують велику групу подібних по морфології РНК вірусів — «маленькі круглі віруси», по формі нагадують чашечку, тому їх і назвали каліцивіруси (calyx — чашка). Назву норовірус було затверджено для групи вірусів, які умовно позначають як «Норуолк-подібні віруси». Виділяють 4 роди в родині Caliciviridae, з яких для людини є патогенні тільки норовіруси та саповіруси. Вперше норовірус був відкритий у 1968 році у м. Норуолк (штат Огайо, США). Поділяють на 5 геногруп (GI–GV), з яких представники GI виявлені виключно з нативного матеріалу людини, GII і GIV — від людини і тварин, GIII і GV — лише від тварин. Геногрупи варіабельні й поділяються на генотипи, які, в свою чергу, — на субгенотипи, або геноваріанти. Найпоширенішою групою є геногрупа GII, у середині GII ідентифікують 19–23 генотипів. Доведено, що НВ GII спричинюють захворювання у 10 разів частіше, ніж GI. НВ GII — основний етіологічний агент спалахів норовірусного гастроентериту в усьому світі, за частотою посідає друге місце (14–17 %) після ротавірусних гастроентеритів. Норовіруси різних генотипів можуть циркулювати водночас, тому спалахи захворювання можуть бути спричинені різними генотипами (GII/ I, GII/.4). Норовіруси досить резистентні й мають високу стійкість щодо фізичних і хімічних чинників, можуть довгостроково (≥28 днів) зберігати свої інфекційні властивості.

## Епідеміологічні особливості
Резервуаром і джерелом є хвора людина або носій. Максимальну концентрацію вірусу у фекаліях виявляють у 1–2-й день хвороби, виділення вірусу у реконвалесцентів триває впродовж 5–47 днів. Основний механізм передачі — фекально-оральний, який реалізується контактно-побутовим, харчовим і значно рідше водним шляхом. Не виключають і аерозольний шлях передачі з потраплянням вірусів у ротову порожнину з наступним проковтуванням. Норовірус уражує дітей усіх вікових груп. Епідемічний процес на сучасному етапі проявляється спорадичною захворюваністю із сезонними підйомами (осінь, зима, весна) і спалахами незалежно від сезону. На сучасному етапі норовіруси — провідні збудники харчових спалахів гострих кишкових інфекцій в усьому світі. До продуктів, які мають високий ризик забруднення норовірусами, належать морепродукти та свіжі продукти, які не підлягають термічній обробці.
При обстеженні осередків групової захворюваності виявлено генетично зумовлену несприйнятливість (до 15 % осіб у популяції), а у 10–13 % людей хвороба має безсимптомний перебіг. Разом з тим особи, старші за 65 років, піддаються найбільшому ризику смерті від норовірусної інфекції, а діти віком до 5 років мають найвищі показники симптомної захворюваності.

## Патогенез
Піддомен P2 вірусного капсиду є ймовірним місцем зв'язування норовірусу з клітинами макроорганізму і є найбільш змінною областю геному норовірусу. Р2-ліганд є природним місцем зв'язування з людською HBGA, яка може бути точкою первинного прикріплення вірусу. HBGA виявляється на поверхнях еритроцитів і також у слині, кишці та респіраторному епітелії. Міцність зв'язування з вірусом може залежати від сайтів рецепторів HBGA людини-хазяїна, а також від штаму норовірусу. Здається, що запалення охоплює пластину проксимальної частини тонкої кишки, але повністю характер змін у місці ураження ще невідомий.

## Клінічні особливості
Інкубаційний період від 12–48 годин до 3 діб. Хвороба починається на тлі повного здоров'я, гостро. Першим клінічним проявом хвороби є нудота, гострі приступи багаторазового блювання, спазми в животі, потім упродовж 6–8 годин підвищується температура тіла, частіше до 37,5–38 С°. Тривалість
блювання 1–2 дні. Рідкі водянисті випорожнення з'являються через 6–18 годин від початку блювання, спостерігаються явища метеоризму, біль у животі без чіткої локалізації. У дітей головним чином переважає блювання, а у дорослих — діарея. Можуть спостерігатися інші прояви — млявість, сонливість, головний біль, загальна слабкість, гарячка і біль у м'язах, у половини випадків розвивається тяжке зневоднення. Норовірусна інфекція перебігає доброякісно, має самолімітуючий характер, прояви зазвичай тривають від 24–60 годин до декількох днів, потім вони стихають, відбувається одужання.

## Діагностика
Клінічний діагноз норовірусного гастроентериту є загальним явищем, і в умовах спалаху часто застосовуються критерії Каплана, щоб визначити, чи гастроентерит або скупчення цих захворювань можуть бути віднесені до норовірусної етіології:
- зразки калу негативні на бактеріальні та, якщо їх перевіряють, паразитичні збудники;
- більше ніж у 50 % випадків блювання є симптомом хвороби;
- середня тривалість хвороби від 12 до 60 годин;
- середній інкубаційний період — між 24 та 48 годинами.

У зв'язку з відсутністю загальних групоспецифічних антигенних детермінант серологічна ідентифікація практично неможлива, тому для виявлення вірусів цієї групи використовуються полімеразна ланцюгова реакція (ПЛР), яка є наразі стандартом для виявлення РНК норовірусів у фекаліях, електронна та імунно-електронна мікроскопія з використанням моноклональних антитіл. Матеріалом для досліджень є фекалії, блювотиння.
Хоча наявні наразі методи лабораторної діагностики здатні з різним ступенем чутливості та специфічності виявляти фізичну присутність норовірусу людини у зразку, який досліджується, проте його виявлення не дає змоги говорити про залишкову інфекційність.

## Лікування
Наразі специфічного лікування не створено. Основою лікувальних заходів є патогенетична терапія, яка включає дієту, регідратацію оральними регідратаційними сумішами та за тяжкого перебігу інфузійну дезінтоксикаційно-регідратаційну терапію, направлену на ліквідацію втрат рідини та мікроелементів, спричинених діареєю та блюванням, використовуються ентеросорбенти, пробіотики, антисекреторні препарати.

## Профілактика
Проводиться комплекс заходів як для запобігання інфекційних хвороб з фекально-оральним механізмом передачі. Рекомендують з метою інактивації норовірусів піддавати продукти харчування термічній обробці при 85 °C упродовж 1 хвилини. Наразі ведуться дослідження щодо виробництва пероральних мукозальних вакцин.